# 丽金龟亚科
丽金龟亚科（学名：Rutelinae）隶属于鞘翅目多食亚目金龟总科金龟科的一个亚科。成虫通常体色绚丽，以绿色为主。该亚科世界性分布，全世界已知有7个族235个属，超过4200个种。多为植食性昆虫，有些种类群集性明显，不乏农林业害虫。

## 形态特征
丽金龟亚科的物种各足跗节具有两个活动且大小不对称的爪，大多数种类的前、中足大爪具有两裂。
丽金龟外部形态相似度较高，近缘种之间的区分较为困难。

## 分类
丽金龟亚科的昆虫在全世界已知有235个属，超过4200个种。可分为7个族：
- 喙丽金龟族（Adoretini）
- 阿丽金龟族（Alvarengiini）
- 钝丽金龟族（Anatistini）
- 异丽金龟族（Anomalini）
- 圣丽金龟族（Anoplognathini）
- 须丽金龟族（Geniatini）
- 丽金龟族（Rutelini）

其中阿丽金龟族最初在鳃金龟亚科发表，后被组合到丽金龟亚科，其地位尚存争议。
异丽金龟族种类最多，约有54个属，2000多个种，包括丽金龟亚科种类丰富度最高的属——异丽金龟属（Anomala），已记录超过1000个种，且未进行亚属划分。
丽金龟已记录化石种有27种，属于3个已知属和6个绝灭属，主要分布在新生代地层。

## 系统发育
根据形态学和分子证据，丽金龟亚科与犀金龟亚科被认为共同构成一支，但各自的单系性有待进一步确定。